# Club Deportivo San Lorenzo de Almagro
El Club Deportivo San Lorenzo de Almagro es un club de fútbol con sede en la ciudad de Chiclayo, en el Departamento de Lambayeque, Perú. Fue fundado el 28 de marzo de 1928.
Su clásico rival es el Boca Juniors de Chiclayo, con quien disputa el Clásico Chiclayano.

## Historia

### Fundación
El Club Social Deportivo San Lorenzo de Almagro fue fundado 28 de marzo de 1928 por un grupo de jóvenes de Chiclayo, quienes deseaban tener una institución deportiva que los representase, el nombre escogido para el club fue el de San Lorenzo de Almagro en honor al equipo de fútbol de la Primera División Argentina, que por aquellos años era muy conocido en el Perú. Su primer presidente fue el señor Roberto Osores Peralta quien tuvo la ardua labor de agrupar en el equipo a los mejores jugadores de aquellos años, los mismos que rápidamente sobre la base de su buen fútbol se ganaron el cariño del pueblo chiclayano haciéndose conocidos como los Santos del Cercado

### Era Amateur
En 1942 San Lorenzo de Almagro enfrentó a Universitario de Deportes, siendo el primer equipo provinciano en vencerlo por 2 goles a 1, haciéndose presente en el marcador Juan "El Pato" Valderrama Barboza y Cueva para el equipo azulgrana y Lolo Fernández para los cremas.

### Copa Perú 1969
Bajo la presidencia de Herbert Romero fue campeón departamental de Lambayeque y a inicios de 1969 logró el título regional tras vencer en desempate a Alianza Atlético de Sullana. Participó en la etapa final de la Copa Perú 1969 ocupando el tercer lugar por debajo del Carlos A. Mannucci y de FBC Melgar. Entre los futbolistas de esa campaña destacaron Andrés Esquerre, Manuel Medina y Carlos Campaña.

## Rivalidades

### Clásico Chiclayano
Aunque Juan Aurich es el equipo más grande de Chiclayo sin duda alguna, es imposible situarle un rival histórico en la ciudad. Pero el auténtico y más puramente tradicional Clásico Chiclayano es el que enfrenta a dos antiguos equipos con nombres inspirados en el fútbol argentino: San Lorenzo y Boca Juniors. Hoy en día el duelo se disputa en la Liga Distrital de Chiclayo.

## Uniforme
- Uniforme titular: camiseta a bastones azules y rojos, pantalón blanco, medias rojas y azules.
- Uniforme suplente: camiseta a bastones azules y negros, pantalón azul, medias azules y blancas.

## Sede
El club cuenta con su local propio ubicado en la avenida Francisco Cabrera N.º 1225 en la ciudad de Chiclayo.

## Entrenadores
- Óscar cuadra
- Walter Huidobro

## Palmarés

### Torneos regionales
| Competición regional                   | Títulos                                   | Subcampeonatos |
| -------------------------------------- | ----------------------------------------- | -------------- |
| Etapa Regional - Región Norte A (1/1)  | 1969.                                     | 1968.          |
| Liga Departamental de Lambayeque (3/0) | 1967, 1968, 1992                          |                |
| Liga Distrital de Chiclayo (7/2)       | 1960, 1967, 1968, 1987, 1991, 1992, 2014. | 1969, 1977.    |